# 年魚市潟

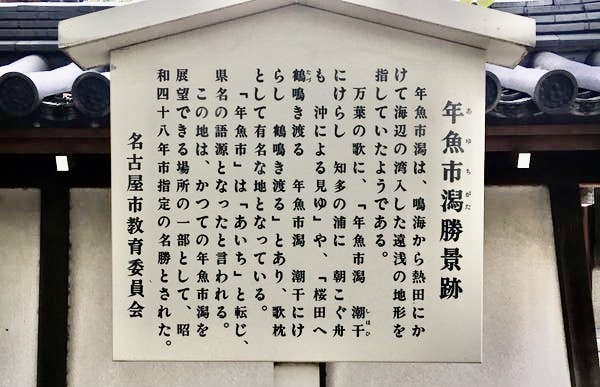
年魚市潟勝景跡

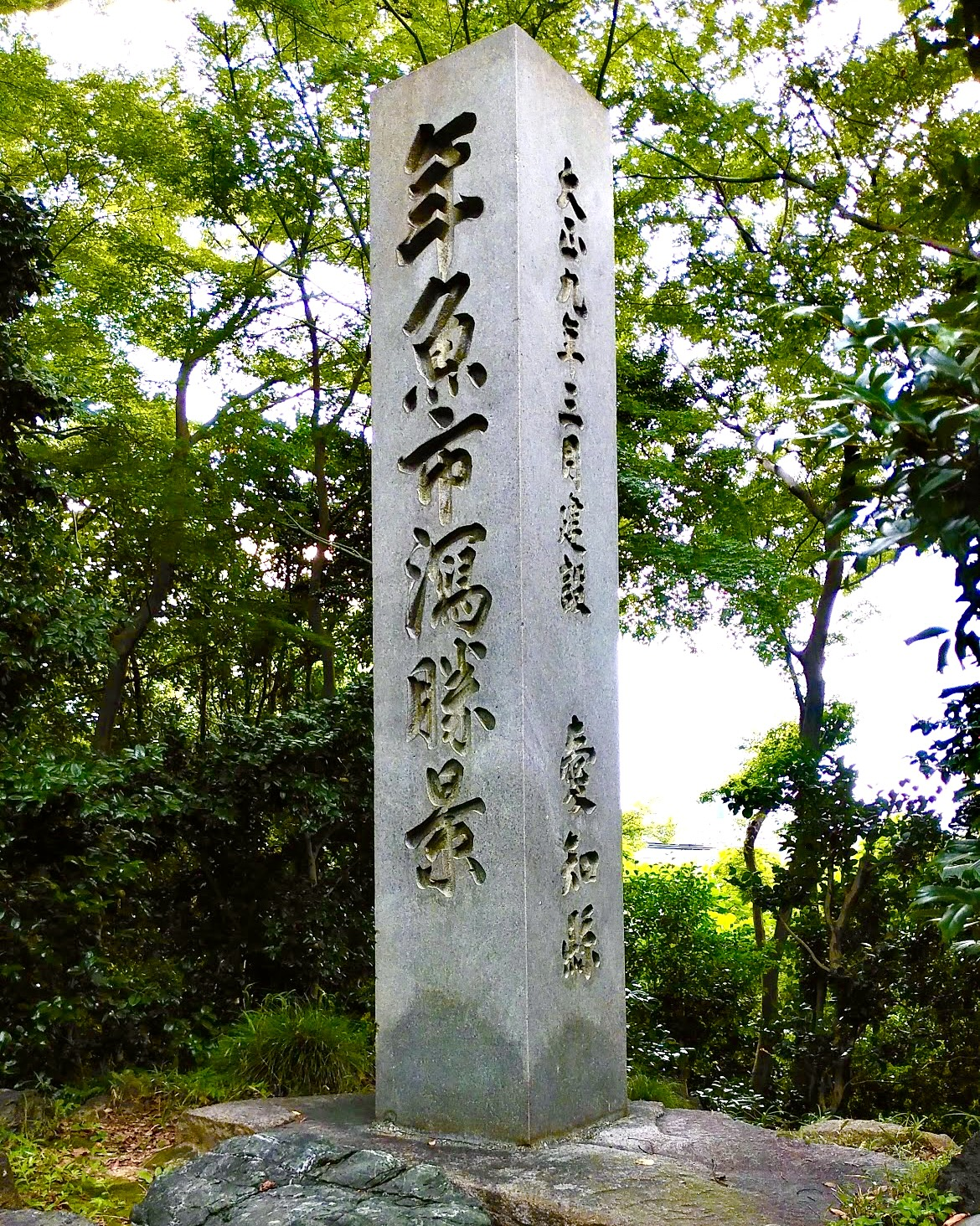
年魚市潟景勝碑

年魚市潟（あゆちがた）とは、かつて現在の愛知県名古屋市熱田区から南区にかけての地域に存在した伊勢湾の干潟の名称である。『万葉集』にも詠まれている歌枕であり、現在の「愛知県」の県名の由来になったとされている。

## 概要

年魚市潟の推定海岸線

古代の尾張国南東部（現在の愛知県名古屋市熱田区から南区にかけての地域）は「年魚市（あゆち）」と呼ばれていたとされ、この付近の海岸部が「年魚市潟」であった。「年魚市（あゆち）」の名は、律令制下で愛知郡として用いられ、さらに郡名が県名に継承されて現在の「愛知県」にも引き継がれている。熱田神宮は海と陸の境目に鎮座していた。年魚市潟は広範囲に渡るため、鳴海潟など地域ごとに呼び名がある。
当時の交通手段としては、陸路は鎌倉街道、海路は船の渡しで、熱田神宮から松巨島、笠寺観音や村上社を参り、松巨島から野並方面へと渡った。
愛知県名古屋市南区の白毫寺（びゃくごうじ）境内には「年魚市潟勝景」という景勝地だったという石碑が建てられている。
なお、道徳新町にある道徳公園のクジラ像が設立された理由は、かつては年魚市潟にもクジラなどが回遊していたことに由来する可能性が指摘されている。

## 歴史
約7000年前の縄文海進（海面が約7メートル上昇）によって、入り江となり、年魚市潟となった。
『万葉集』に「年魚市潟　潮干にけらし　知多の浦に　朝漕ぐ舟も　沖に寄る見ゆ」とある。7巻-1163の歌。他にも、高市連黒人（たけちのむらじくろひと）の「桜田へ 鶴鳴き渡る 年魚市潟 潮干にけらし 鶴鳴き渡る」という歌があり、現在の南区桜本町あたりの年魚市潟で詠んだとされる。近辺には『鶴里駅』という名古屋市営地下鉄桜通線の駅名にも残る。
1973年（昭和48年）白毫寺は展望地として名古屋市の名勝に指定。

## 交通アクセス

### 白毫寺へのアクセス
名鉄
NH 名古屋本線
- 呼続駅下車、徒歩で約6分。
- 桜駅下車、徒歩で約11分。

 名古屋市営地下鉄
 桜通線 桜本町駅下車、徒歩で約11分。

### 書籍
- 伊藤敬子『年魚市潟 句集』角川文化振興財団、2018年（ISBN 9784048841887）

### 論文
- 福岡猛志『あゆちの世界 序論』、日本福祉大学